# Batalla de Pocona (1546)
La batalla de Pocona fue un enfrentamiento ocurrido en agosto de 1546 en el contexto de las guerras civiles entre los conquistadores del Perú, librado entre las fuerzas de Francisco de Carvajal, maestre de campo de Gonzalo Pizarro, y las tropas realistas lideradas por Lope de Mendoza y Nicolás de Heredia. La batalla se desarrolló en las inmediaciones del pueblo de Pocona, en el territorio de Charcas, en el Alto Perú, actual Bolivia.

## Antecedentes
Tras la dispersión de sus fuerzas en Arequipa, el capitán realista Lope de Mendoza se dirigió a las montañas, donde se unió a los sobrevivientes de una expedición al Río de la Plata, encabezada por Nicolás de Heredia. Estos hombres, unos 150 en total, juraron fidelidad al rey y proclamaron a Mendoza como capitán general, dirigiéndose a la localidad de Pocona, donde se fortificaron.
Enterado del avance de Carvajal, Mendoza optó por abandonar sus trincheras para dar batalla en campo abierto, confiado en su caballería. Esta decisión resultó ser un error fatal.

## La batalla
Francisco de Carvajal, apodado el «Demonio de los Andes» por sus rápidos y estratégicos movimientos militares, aplicó un ardid para tomar el pueblo de Pocona. Logró ocuparlo gracias a una maniobra envolvente, utilizando una marcha en triángulo, lo que le permitió llegar al pueblo al atardecer y tomarlo casi sin resistencia.
Mientras los hombres de Carvajal saqueaban el pueblo, Mendoza intentó recuperarlo durante la noche, sin éxito. A la mañana siguiente, Carvajal atacó por sorpresa el campamento enemigo, que había cruzado un río en busca de seguridad. El ataque fue devastador: Mendoza y Heredia fueron capturados y ejecutados, al igual que la mayoría de sus hombres, incluyendo heridos y prisioneros. Solo fueron perdonados Alonso de Camargo y Luis Perdomo, a quienes se obligó a revelar el escondite de unas barras de plata ocultas por Diego Centeno en Paria.

## Consecuencias
Tras la victoria, Carvajal marchó hacia La Plata, donde tomó el control de las instituciones gubernamentales, reemplazó a las autoridades locales, y se apropió de cuantiosas riquezas procedentes de las recién descubiertas minas de Potosí. Se estima que acumuló más de 70 000 pesos en plata fundida.
La brutalidad de Carvajal en Charcas provocó una conspiración para asesinarlo, encabezada por Luis Perdomo y Alonso de Camargo. El plan fue descubierto, y los conjurados fueron castigados con extrema severidad: Camargo fue descuartizado, otros seis u siete ejecutados, y Perdomo murió devorado por fieras mientras huía.
En paralelo, el 18 de enero de 1546 se libraba la batalla de Añaquito en el norte del Perú, donde Gonzalo Pizarro venció al virrey Blasco Núñez Vela. Carvajal se dirigió luego a Lima, llevando consigo tesoros valorados en más de un millón cuatrocientos mil pesos. Aunque Pizarro condenó públicamente sus excesos, lo recibió con honores como a un gran capitán.
Alonso de Camargo fue tomado preso por los gonzalistas, fue liberado y tras esto conspira contra Francisco de Carvajal, intenandolo matar. Alonso es condenado a muerte.

## Evaluación táctica
Varios historiadores como Gómara, Prescott y el doctor Loredo han destacado la genialidad táctica de Francisco de Carvajal. Su uso sistemático de la movilidad total de sus tropas —montadas en su totalidad— ha sido considerado un precursor de la «guerra relámpago» o "blitzkrieg", por la rapidez y eficacia con la que destruía a sus enemigos.